# Lotte Arnsbjerg
Lotte Arnsbjerg (født 11. marts 1965) er en dansk skuespiller og sanger.
Hun er uddannet på Skuespillerskolen ved Odense Teater og har været tilknyttet flere teatre i Odense og København. Hendes gennembrud var i TV 2-dramaserien Strisser på Samsø.
Lotte Arnsbjerg er sanger i duoen Glamorama sammen med guitaristen Johnny Stage. I 2019 lavede hun tekst og musik til og sang i teaterforestillingen Pigen Under Vandet på Teater Katapult i Aarhus. Lotte Arnsbjerg blev seksuelt misbrugt som barn, og forestillingen er en fortælling hendes barndomstraume.

## Filmografi
- Operation Cobra (1995)
- Rich Kids (2007)
- Comeback (2008)

### Tv-serier
- Alle elsker Debbie (1987)
- Strisser på Samsø (1997-1998)